# Мюльхайм-ам-Майн
Мю́льхайм-ам-Майн (нем. Mühlheim am Main) — город в Германии, в земле Гессен. Подчиняется административному округу Дармштадт. Входит в состав района Оффенбах.  Население составляет 26 881 человек (на 31 декабря 2010 года). Занимает площадь 20,67 км². Официальный код — 06 4 38 008.
Город подразделяется на 3 городских округа.

## Фотографии

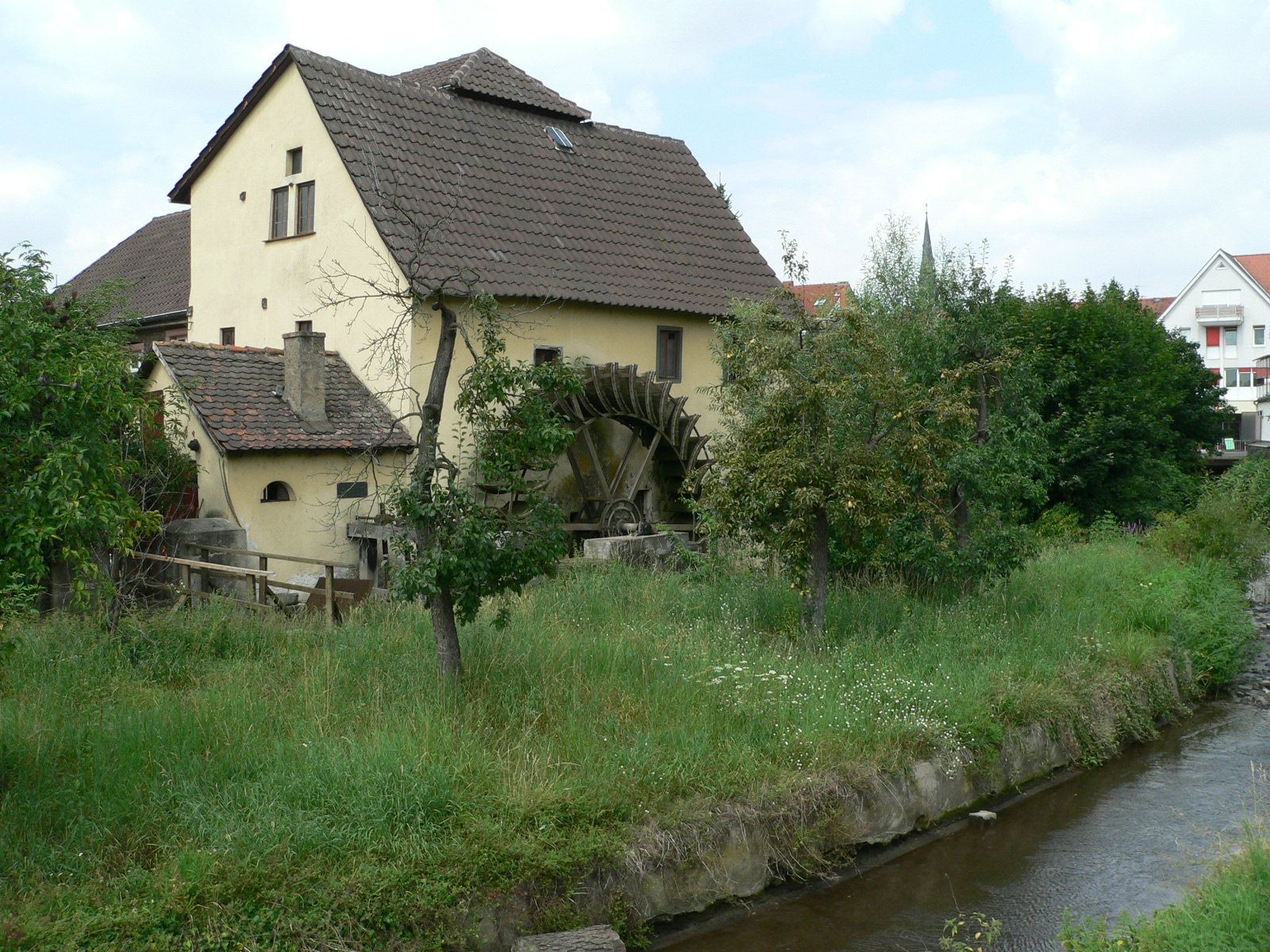
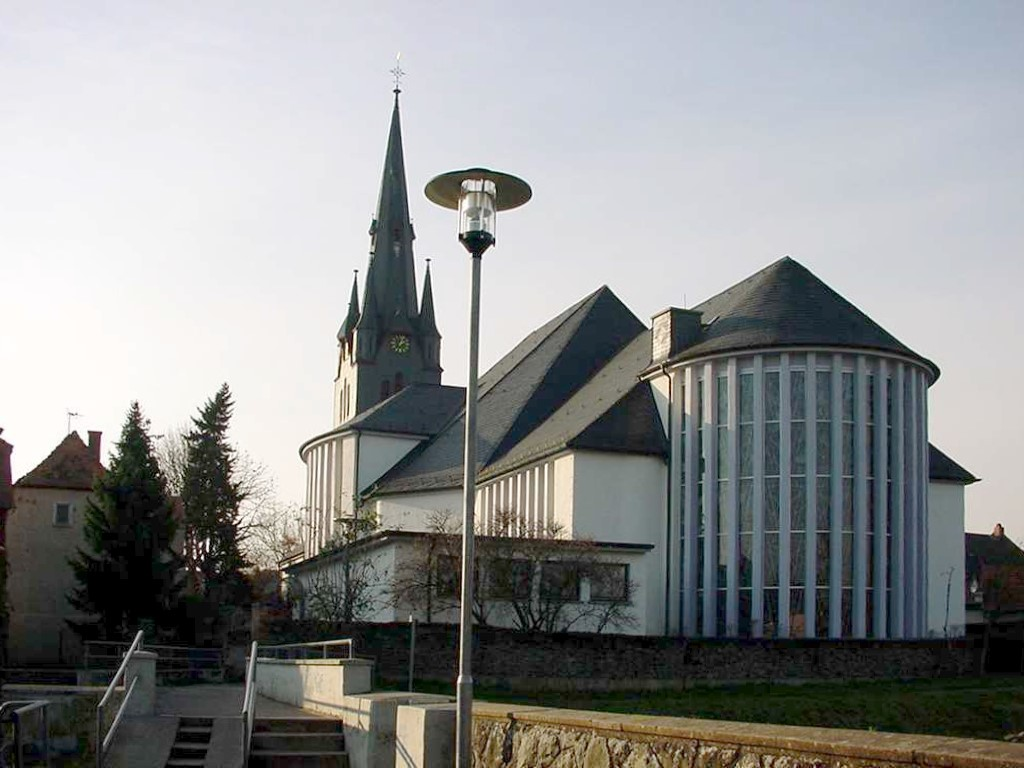
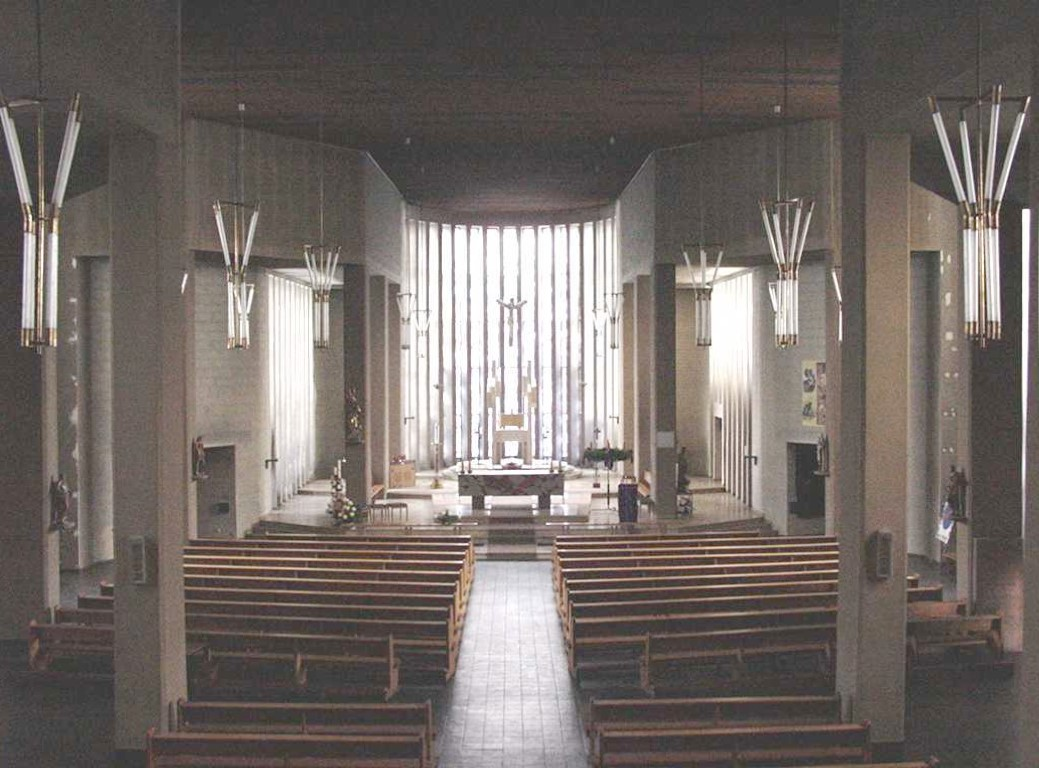
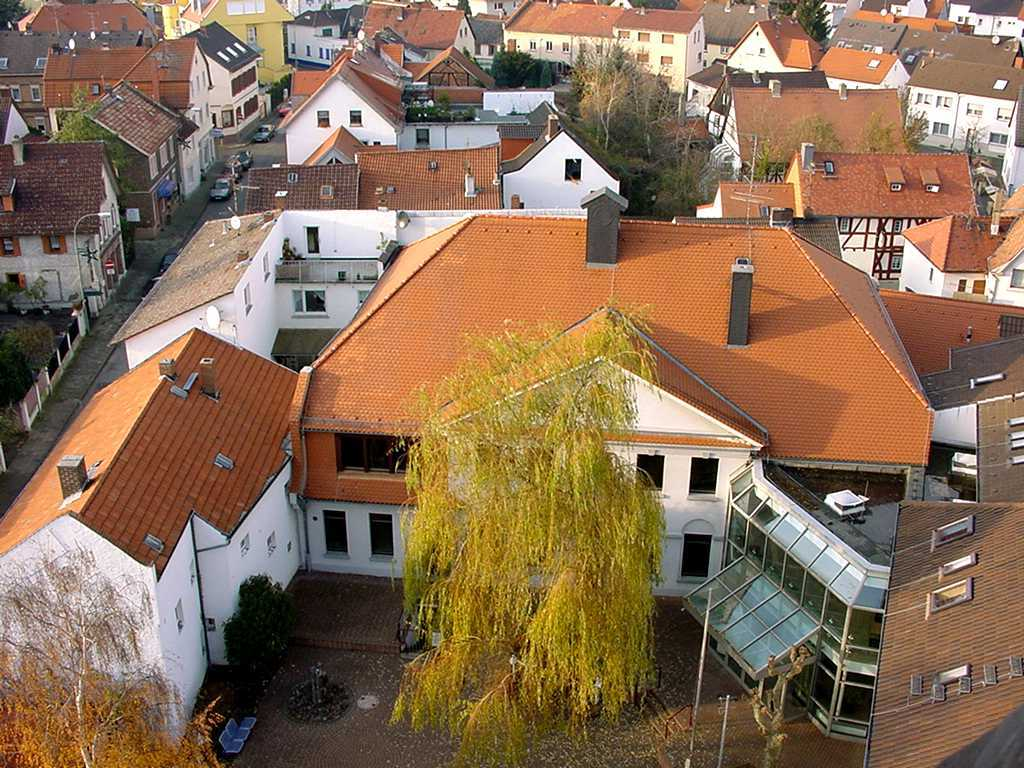
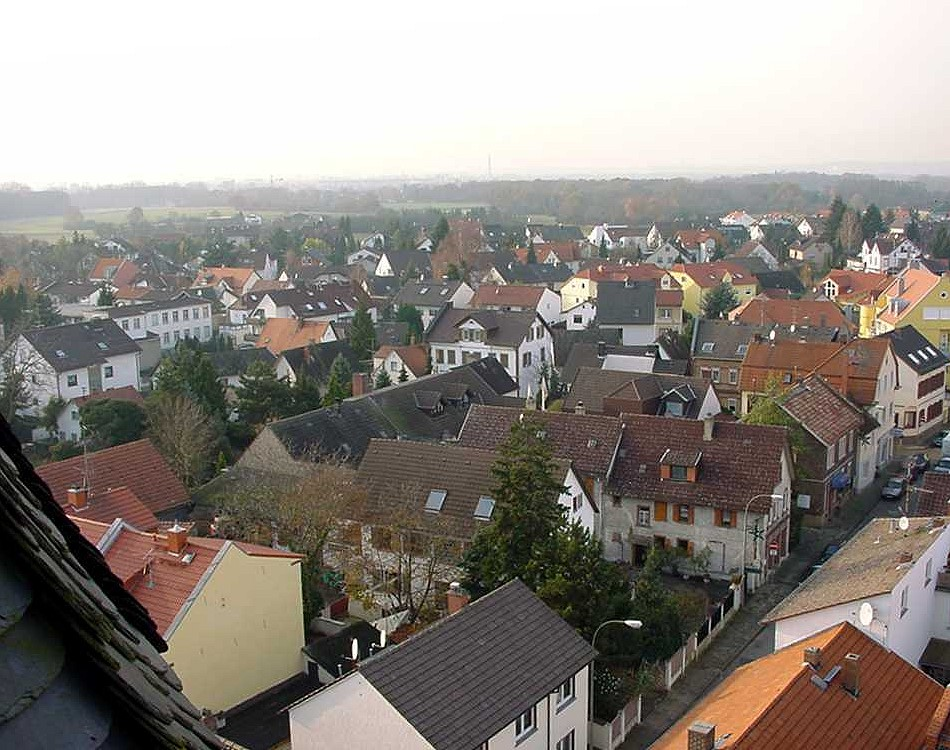
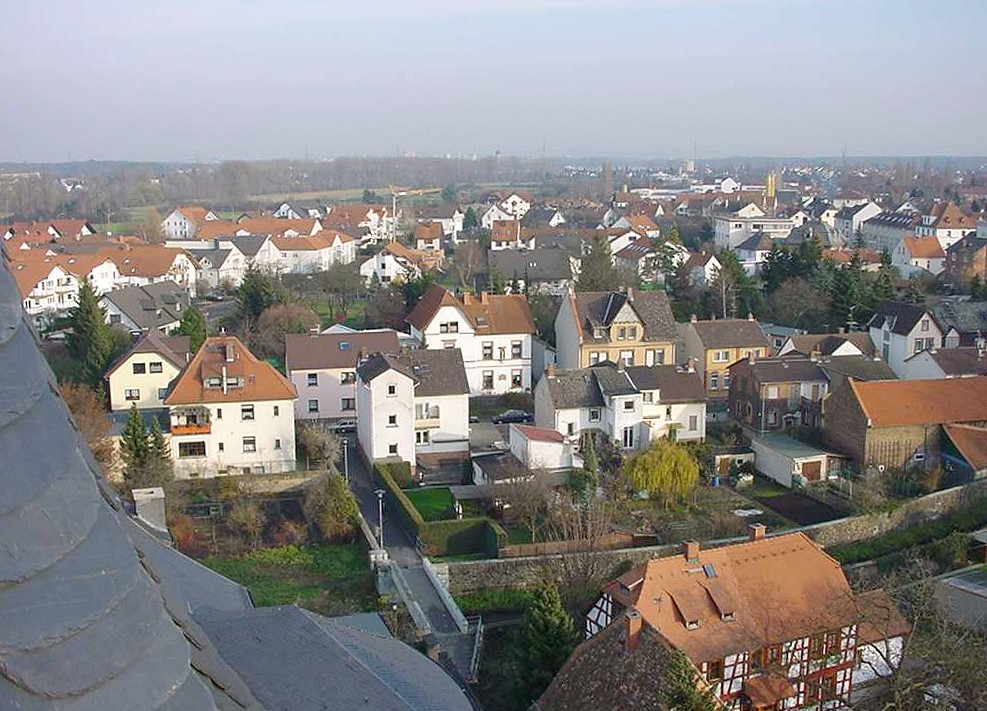
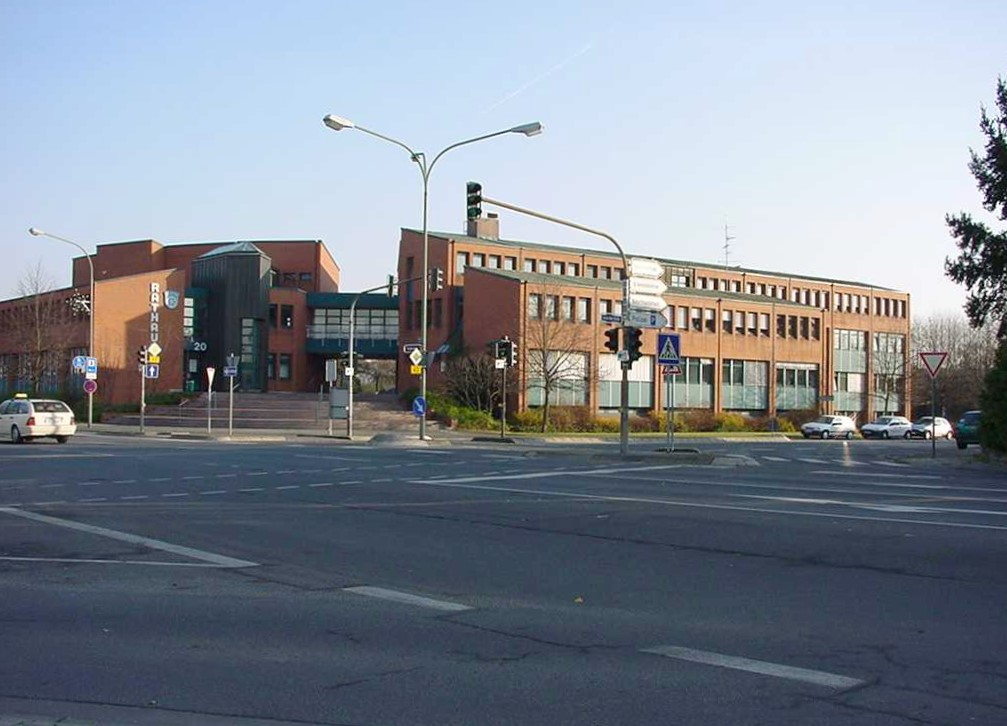
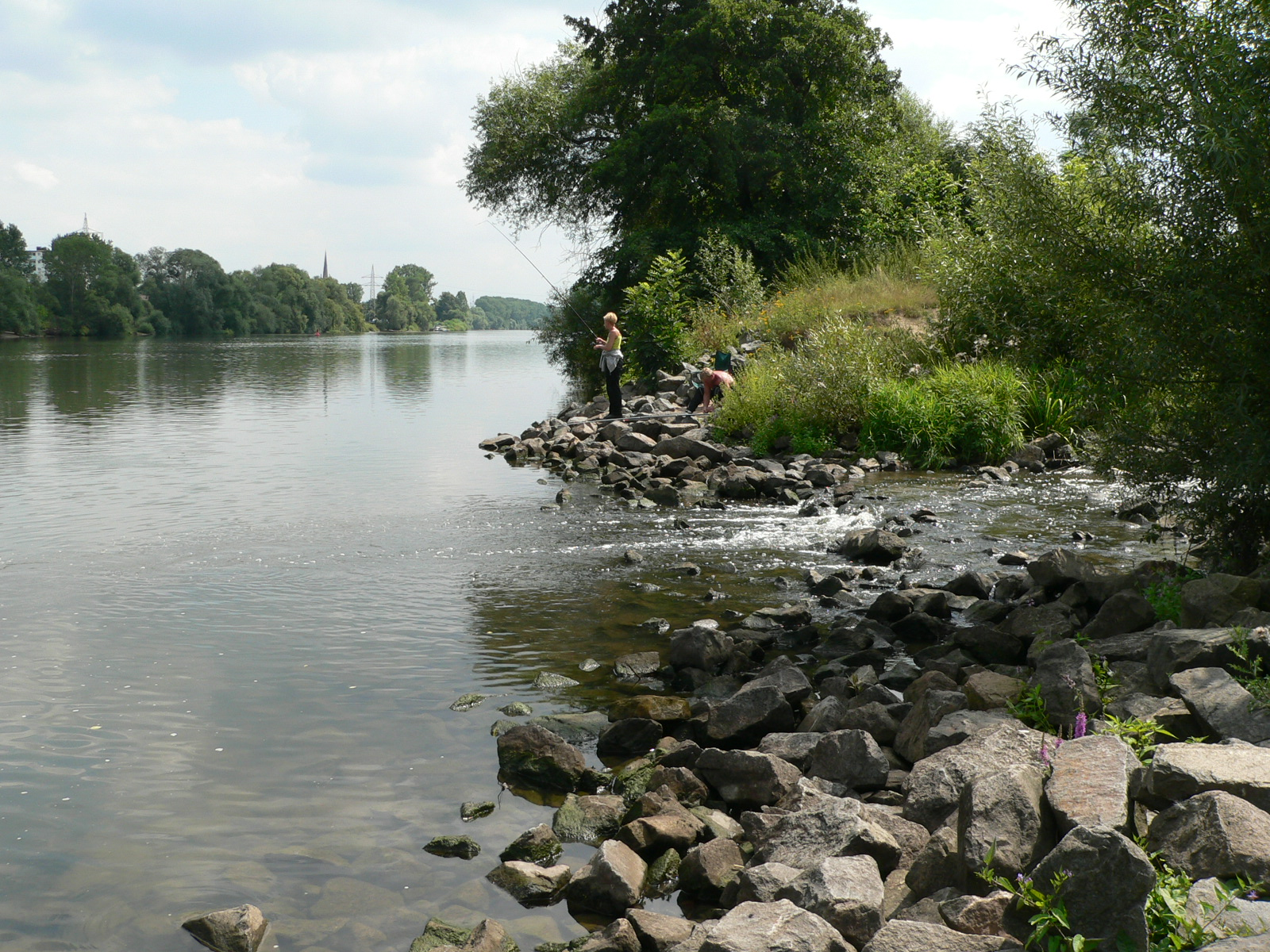